# Nightbus (Luxembourg)
Au Luxembourg, le terme Nightbus est une appellation générique désignant des réseaux de transport en commun mis en place par les communes le week-end ainsi que certaines veilles de jours fériés afin de ne pas avoir à utiliser la voiture la nuit. En complément de ces lignes, le service Nightrider couvre l'ensemble du pays.
Les lignes de nuit ne faisant pas partie des réseaux de transports coordonnés par l'État ne sont pas concernés par l'application de la gratuité nationale le 29 février 2020. Pour les autres lignes, la tarification varie d'une ligne à l'autre.

## Liste des réseaux

### Lignes à horaires fixes

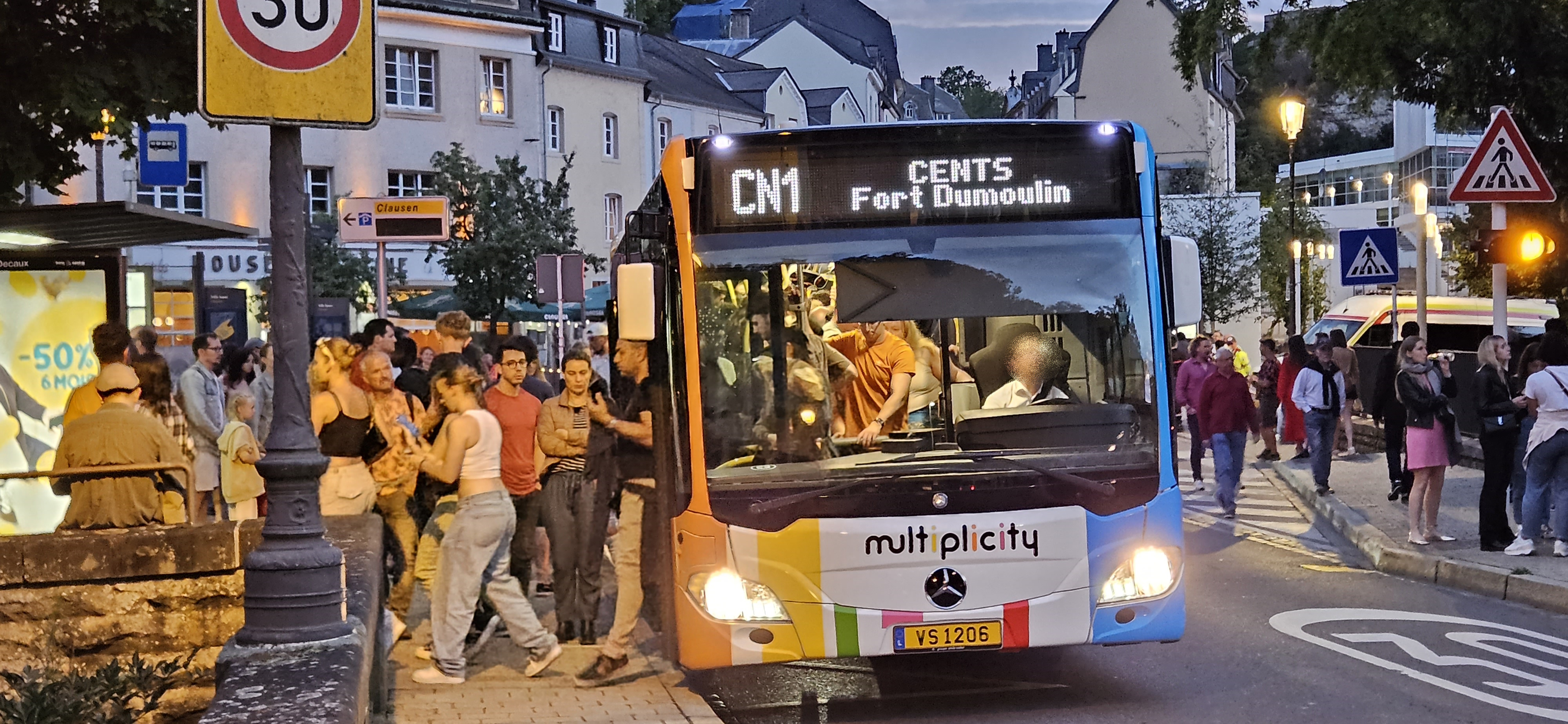
La ligne CN1 du City Night Bus de la capitale.

La quasi-totalité des lignes assurent un trajet depuis la capitale à destination des autres communes du pays, certaines fonctionnant aussi en sens inverse.
Les lignes Nightlifebus (NLB) existent depuis 1999 à l'initiative des Voyages Émile Weber, qui en est toujours l'exploitant, afin de desservir gratuitement l'est du pays.
Les Late Night Bus (LNB) ont vu le jour en 2001 dans la Nordstad puis ont été étendus en 2005 à l'Oesling et dans la vallée de l'Attert ; chacune de ces trois zones est gérée par une ASBL et permet notamment aux fêtards du nord du pays de se déplacer d'un bal à l'autre,.
Le Midnight Bus est lancé quant à lui en 2013, à l'initiative des trois communes desservies (Walferdange, Steinsel et Lorentzweiler).
En outre, la ville de Luxembourg exploite le City Night Bus (lignes CN1 à CN8) qui fait partie de son réseau municipal AVL.
| Nom                       | Trajet | Transporteur        |
| ------------------------- | --- | ------------------- |
| LNB Bertrange             | Luxembourg ↔ Strassen ↔ Bertrange | Demy Schandeler     |
| LNB Bettembourg           | Luxembourg → Bettembourg → Abweiler → Fennange → Huncherange → Noertzange                                                                                 | Sales-Lentz         |
| LNB Echternach            | Junglinster → Echternach (horaires adaptés pour les correspondances depuis Luxembourg)                                                                    | Erny Wewer          |
| LNB Frisange - Mondorf    | Luxembourg → Hellange → Frisange → Aspelt → Altwies → Mondorf-les-Bains → Ellange                                                                         | Voyages Vandivinit  |
| LNB Garnich               | Dahlem → Garnich → Kahler (horaires adaptés pour les correspondances depuis Luxembourg)                                                                   | Sales-Lentz         |
| LNB Hesperange            | Luxembourg → Fentange → Alzingen → Itzig → Hesperange | Sales-Lentz         |
| LNB Junglinster           | Luxembourg → Gonderange → Junglinster (→ Graulinster → Bourglinster → Eisenborn sur demande)                                                              | Erny Wewer          |
| LNB Käerjeng (711)        | Luxembourg → Helfenterbréck → Bertrange → Dippach → Bettange → Sprinkange → Schouweiler → Bascharage → Hautcharage → Linger → Bomicht → Clemency → Fingig | Sales-Lentz         |
| LNB Leudelange            | Luxembourg → Leudelange → Roedgen → Reckange → Limpach → Wickrange                                                                                        | Demy Schandeler     |
| LNB Mamer - Holzem        | Luxembourg ↔ Luxembourg ↔ Bertrange ↔ Mamer ↔ Holzem | Sales-Lentz         |
| LNB Mersch                | Luxembourg → Lintgen → Rollingen → Mersch → Reckange → Berschbach → Beringen → Moesdorf → Pettingen → Schoenfels                                          | Sales-Lentz         |
| LNB Pétange               | Bascharage → Pétange → Lamadelaine → Rodange (horaires adaptés pour les correspondances depuis Luxembourg)                                                | Sales-Lentz         |
| LNB Roeser                | Luxembourg → Roeser → Crauthem → Peppange → Livange → Bivange                                                                                             | Émile Frisch        |
| LNB Steinfort             | Luxembourg ↔ Strassen ↔ Mamer ↔ Capellen ↔ Goetzingen ↔ Goeblange ↔ Koerich ↔ Steinfort                                                                   | Sales-Lentz         |
| LNB Weiler - Dalheim      | Luxembourg → Weiler → Hassel → Syren → Dahlheim → Welfrange → Filsdorf                                                                                    | Voyages Vandivinit  |
| Midnightbus               | Luxembourg → Walferdange → Steinsel → Lorentzweiler | Voyages Émile Weber |
| NightHop                  | Colmar-Berg ↔ Moestroff | NC                  |
| NLB Betzdorf              | Luxembourg ↔ Mensdorf ↔ Roodt ↔ Syre ↔ Olingen ↔ Betzdorf ↔ Berg ↔ Banzelt                                                                                | Voyages Émile Weber |
| NLB Biwer - Manternach    | Luxembourg → Wecker → Biwer → Berbourg → Manternach | Voyages Émile Weber |
| NLB Dudelange             | Luxembourg → Dudelange | Voyages Émile Weber |
| NLB Flaxweiler            | Luxembourg ↔ Flaxweiler ↔ Buchholz ↔ Oberdonven ↔ Niederdonven ↔ Gostingen ↔ Beyren                                                                       | Voyages Émile Weber |
| NLB Grevenmacher          | Luxembourg ↔ Potaschberg ↔ Grevenmacher ↔ Mertert ↔ Wasserbilig                                                                                           | Voyages Émile Weber |
| NLB Niederanven           | Luxembourg → Findel → Senningerberg → Niederanven → Oberanven → Rameldange → Senningerberg → Luxembourg                                                   | Voyages Émile Weber |
| NLB Remich                | Luxembourg → Ersange → Trintange → Roedt → Waldbredimus → Assel → Rolling → Bous → Erpeldange → Remich → Stadtbredimus → Hëttermillen → Greiveldange      | Voyages Émile Weber |
| NLB Sandweiler - Contern  | Luxembourg → Sandweiler → Contern → Milbech → Moutfort → Medingen → Oetrange                                                                              | Voyages Émile Weber |
| NLB Schengen              | Luxembourg → Bech → Kleinmacher → Schwebsange → Wintrange → Remerschen → Schengen → Burmerange → Emerange → Elvange                                       | Voyages Émile Weber |
| NLB Schuttrange           | Luxembourg → Munsbach → Uebersyren → Schuttrange → Schrassig → Neuhaeusgen                                                                                | Voyages Émile Weber |
| NLB Wormeldange           | Luxembourg → Canach → Lenningen → Ehnen → Wormeldange → Ahn → Machtum                                                                                     | Voyages Émile Weber |
| Nuetseil Kopstal - Kehlen | Luxembourg ↔ Bridel ↔ Kopstal ↔ Kehlen ↔ Keispelt | Demy Schandeler     |
| Nuetseil Helperknapp      | Luxembourg → Ansembourg → Tuntange → Brouch → Openthalt                                                                                                   | Demy Schandeler     |

### Nightrider
Le Nightrider est un service de transport à la demande fonctionnant depuis 2005 sur l'ensemble du grand-duché les vendredis et samedis soir de 18 h à 5 h du matin le lendemain, mis en place par le groupe Sales-Lentz et exploité à l'aide de minibus de huit places chacun.
Contrairement à la plupart des services nocturnes le Nightrider est payant avec une tarification en fonction de la distance et indépendamment du nombre de voyageurs, avec un coût minimum de 12 €, sauf pour les possesseurs de la Night Card, créée en 2008 et financé par les communes partenaires (environ 60) ainsi que BGL BNP Paribas pour certains de ses clients et vendue aux utilisateurs pour un coût variant de 40 à 100 € selon les communes, où le trajet est alors gratuit où à prix réduit, à condition que l'utilisateur voyage depuis ou vers la commune qui lui a délivré la carte,,. L'État subventionne le service à hauteur de six euros par an et par personne.